# Thelypteris cordata
Thelypteris cordata är en kärrbräkenväxtart som först beskrevs av Fée, och fick sitt nu gällande namn av George Richardson Proctor. Thelypteris cordata ingår i släktet Thelypteris och familjen Thelypteridaceae. Utöver nominatformen finns också underarten T. c. imitata.